# Кало, Фрида
Фри́да Ка́ло де Риве́ра (исп. Frida Kahlo de Rivera), или Магдале́на Ка́рмен Фри́да Ка́ло Кальдеро́н (исп. Magdalena Carmen Frida Kahlo Calderón; 6 июля 1907, Койоакан — 13 июля 1954, Мехико), — мексиканская художница, наиболее известная автопортретами.
Мексиканская культура и искусство народов доколумбовой Америки оказали заметное влияние на её творчество. Художественный стиль Фриды Кало иногда характеризуют как наивное искусство или фолк-арт. Основоположник сюрреализма Андре Бретон причислял её к сюрреалистам.
Всю жизнь у неё было слабое здоровье — в шесть лет переболела полиомиелитом, последствия которого остались навсегда, а в восемнадцать лет попала в серьёзную автомобильную аварию, после которой пришлось перенести многочисленные операции, повлиявшие на всю её жизнь. В 1929 году она вышла замуж за художника Диего Риверу, помимо общих интересов их сблизило то, что оба поддерживали коммунистическую партию.

## Биография

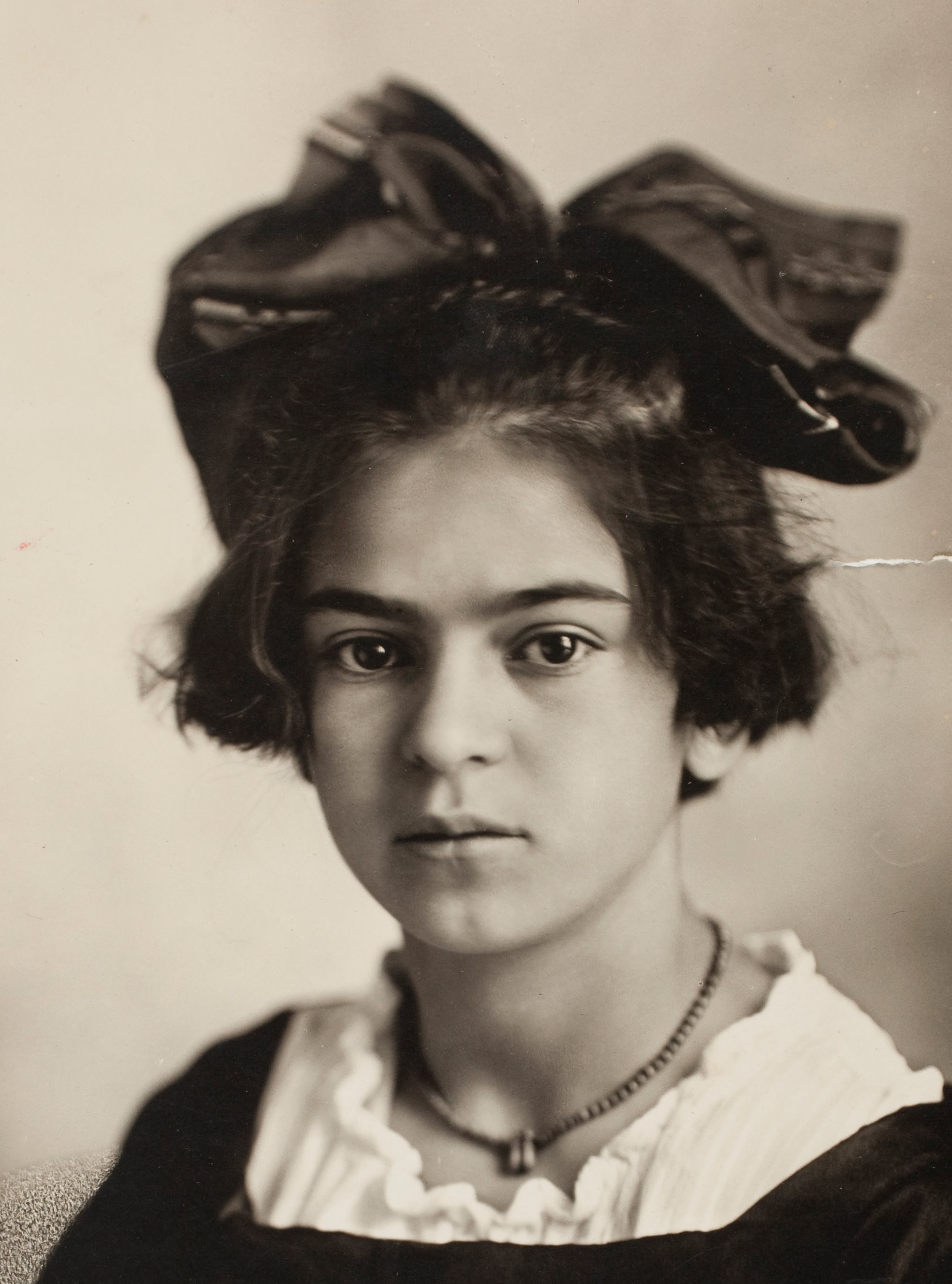
Фрида Кало в возрасте 12 лет

### Семья и детство (1907—1924)

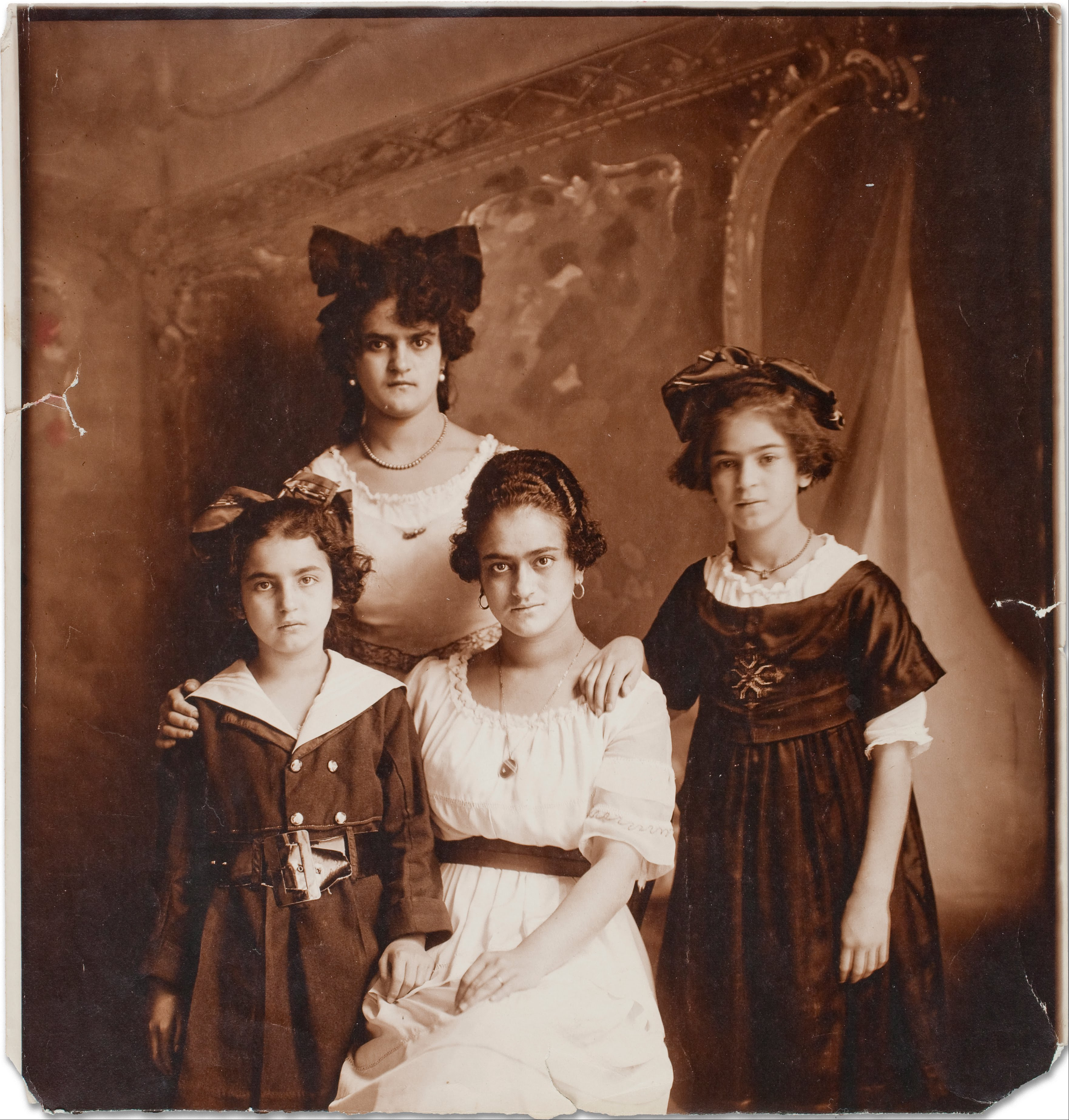
Кало (справа) с сёстрами: Кристиной, Матильдой и Адрианой, фотография их отца, 1916

Магдалена Кармен Фрида Кало-и-Кальдерон родилась 6 июля 1907 года в Койоакане, деревне на окраине Мехико. Кало утверждала, что появилась на свет в семейном Голубом доме (La Casa Azul), но, согласно официальному свидетельству о рождении, это произошло в доме её бабушки по материнской линии, располагавшемся по соседству. Родителями Фриды были фотограф Гильермо Кало (1871—1941) и Матильда Кальдерон-и-Гонсалес (1876—1932), в момент её появления на свет им было соответственно 36 и 30 лет. Её отец Гильермо, уроженец Германии, иммигрировал в Мексику в 1891 году после того, как эпилепсия, вызванная несчастным случаем, положила конец его учёбе в университете. Утверждение Кало о том, что её отец был евреем, а её бабушка и дедушка по отцовской линии — евреями из румынского города Арад, было опровергнуто в 2006 году парой немецких специалистов по генеалогии, которые обнаружили, что отец Фриды был лютеранином. Её мать Матильда родилась в Оахаке в семье индейца и его жены испанского происхождения. Помимо Фриды, у Гильермо и Матильды были ещё три дочери Матильда (ок. 1898—1951), Адриана (ок. 1902—1968) и Кристина (ок. 1908—1964). Кроме того, у Фриды были ещё две единокровные сестры от первого брака Гильермо — Мария Луиза и Маргарита, но они воспитывались в монастыре.
Впоследствии Кало описывала атмосферу в доме своего детства как «очень и очень грустную». Оба её родителя часто болели, а их брак был лишён любви. Отношения с матерью у Фриды складывались нелегко, так она описывала свою мать как «добрую, активную и умную, но вместе с тем расчётливую, жестокую и фанатично религиозную». Гильермо Кало зарабатывал на жизнь фотографией, и его дело сильно пострадало во время Мексиканской революции, так как члены свергнутого правительства ранее были его клиентами, а продолжительная гражданская война не способствовала росту количества частных заказов.
В возрасте шести лет Кало переболела полиомиелитом, из-за чего её правая нога стала короче и тоньше левой. Болезнь вынуждала её месяцами находиться в изоляции от своих сверстников, в результате чего она подвергалась издёвкам. Хотя это несчастье и сделало из неё затворницу, но с другой стороны сблизило её с отцом, для которого она стала любимой дочерью, так как он тоже был вынужден жить с последствиями перенесённого заболевания. Фрида ставила ему в заслугу то, что он сделал её детство «изумительным … он был для меня великолепным примером трепетного отношения к работе (к фотографии и к живописи), а самое главное, он понимал все мои проблемы». Он научил её разбираться в литературе, природе и философии, призывал её заниматься спортом, чтобы она могла восстановить свои силы, несмотря на то, что большинство физических упражнений считались неподходящими для девочек. Он также научил её фотографии, и Фрида начала помогать ему ретушировать, проявлять и раскрашивать фотографии.
Из-за полиомиелита Кало пошла в школу позже своих сверстников. Вместе со своей младшей сестрой Кристиной она ходила в местный детский сад и начальную школу в Койоакане, а пятом и шестом классах проходила домашнее обучение. В то время как Кристина вслед за своими сёстрами пошла учиться в монастырскую школу, Фрида была зачислена в немецкую школу по желанию своего отца. Вскоре её исключили из неё за непослушание и отправили в профессиональную учительскую школу. Её пребывание там было недолгим, так как она подверглась сексуальному насилию со стороны одной из учительниц.
В 1922 году Кало была принята в элитную Государственную начальную школу, где она сосредоточилась на изучении естественных наук с целью стать врачом. Это учебное учреждение только недавно начало принимать женщин, и среди 2000 учащихся насчитывалось лишь 35 девочек. Фрида училась хорошо, очень много читала, а также глубоко прониклась и стала строгой приверженицей мексиканской культуры. Кроме того, она была увлечена вопросами политики и социальной справедливости. В школе исповедовались идеи indigenismo, нового ощущения мексиканской идентичности, для которого была характерна гордость индейским наследием страны и стремление избавиться от колониального представления о том, что Европа превосходит Мексику. Особое влияние на Кало в то время оказали девять её одноклассников, с которыми она сформировала неформальную группу под названием «Качучас». Многие из этой группы впоследствии стали ведущими фигурами в мексиканской интеллектуальной элите. Они были бунтарями, выступавшими против всего консервативного, шалили, ставили пьесы, спорили о философии и русской классике. Чтобы скрыть тот факт, что она была старше, и объявить себя «дочерью революции», Фрида начала говорить, что родилась 7 июля 1910 года, когда началась Мексиканская революция. Это она утверждала на протяжении всей своей жизни. Первой любовью Фриды стал Алехандро Гомес Ариас, лидер их группы. Её родители не одобряли их отношения. Из-за политической нестабильности и вспышек насилия в тот период Ариас и Кало часто были разлучены и поэтому обменивались друг с другом страстными любовными письмами.

### Дальнейшая биография

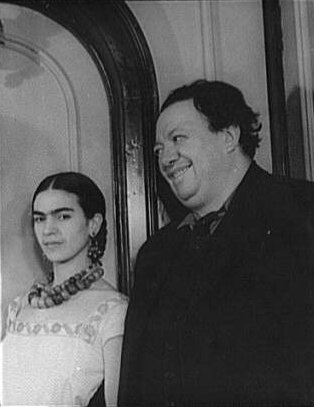
Карл Ван Вехтен. Фрида Кало с супругом Диего Риверой, 1932 год

В Препаратории произошла её первая встреча с будущим мужем, известным мексиканским художником Диего Риверой, с 1921 по 1923 годы работавшим в Подготовительной школе над росписью «Созидание».
В возрасте девятнадцати лет 17 сентября 1925 года Фрида попала в тяжёлую аварию. Автобус, на котором она ехала, столкнулся с трамваем. Фрида получила серьёзные травмы: тройной перелом позвоночника (в поясничной области), перелом ключицы, сломанные рёбра, тройной перелом таза, одиннадцать переломов костей правой ноги, раздробленную и вывихнутую правую стопу, вывихнутое плечо. Кроме того, её живот и матка были проколоты металлическими перилами. Она год была прикована к кровати, а проблемы со здоровьем остались на всю жизнь. Впоследствии Фриде пришлось перенести несколько десятков операций, месяцами не выходя из больниц.
Именно после трагедии уже в ноябре 1926 года Фрида впервые попросила у отца кисти и краски. Для Фриды сделали специальный подрамник, позволявший писать лёжа. Под балдахином кровати прикрепили большое зеркало, чтобы она могла видеть себя. Первой картиной был автопортрет, что навсегда определило основное направление творчества: «Я пишу себя, потому что много времени провожу в одиночестве и потому что являюсь той темой, которую знаю лучше всего».
В 1928 году вступила в Мексиканскую коммунистическую партию. В 1929 году Диего Ривера женился на Фриде. Ей было 22 года, ему — 43. Сближало супругов не только искусство, но и общие политические убеждения — коммунистические. Их бурная совместная жизнь стала легендой. Спустя много лет Фрида говорила: «В моей жизни было две аварии: одна — когда автобус врезался в трамвай, другая — это Диего». В 1930-х годах Фрида какое-то время жила в США, где работал муж. Это вынужденное долгое пребывание за границей, в развитой индустриальной стране, заставило её острее чувствовать национальные различия.
С тех пор Фрида с особенной любовью относилась к народной мексиканской культуре, коллекционировала старинные произведения прикладного искусства, даже в повседневной жизни носила национальные костюмы.
В 1937 году в доме Фриды и Диего ненадолго нашёл убежище советский революционер Лев Троцкий; у них с Фридой завязался роман. Считается, что уехать от них его вынудило слишком явное увлечение темпераментной мексиканкой.
Поездка в Париж в 1939 году, где Фрида стала сенсацией тематической выставки мексиканского искусства (одна из её картин была даже приобретена Лувром), ещё сильнее развила патриотическое чувство.
В 1940-е годы картины Фриды появляются на нескольких заметных выставках. В то же время обостряются её проблемы со здоровьем. Лекарства и наркотики, призванные уменьшить физические страдания, меняют её душевное состояние, что ярко отражается в дневнике, снискавшем широкую популярность.
В 1953 году состоялась её первая персональная выставка на родине. К тому времени Фрида уже не могла встать с постели, и на открытие выставки её принесли на больничной койке. Вскоре из-за начавшейся гангрены ей ампутировали правую ногу ниже колена.
Фрида Кало умерла 13 июля 1954 года от острого воспаления лёгких. Незадолго до смерти она оставила в своём дневнике последнюю запись: «Надеюсь, что уход будет удачным, и я больше не вернусь». Некоторые знакомые Фриды Кало предполагали, что она умерла от передозировки, и её смерть могла быть не случайной. Тем не менее доказательств этой версии не существует, вскрытие тела не проводилось.
Прощание с Фридой Кало проходило во Дворце изящных искусств. На церемонии помимо Диего Риверы присутствовал бывший президент Мексики Ласаро Карденас и многие деятели искусств. Тело было кремировано.
С 1955 года «Голубой дом» Фриды Кало преобразован в музей её памяти. Здесь же находится её прах в урне в форме лягушки и посмертная маска художницы, лежащая на её кровати. 

## Голос
В 2019 году Национальная фонотека Мексики объявила об обнаружении в своих фондах записи голоса, вероятно, Фриды Кало. В таком случае она станет единственной известной записью голоса Фриды. До сих пор было известно только, что он «мелодичный и тёплый», по воспоминаниям Жизель Фройнд. Голос звучит в передаче, посвящённой мужу художницы, Диего Ривере, выпущенной в 1955 году, и предположительно был записан в 1953 или 1954 году. Знавшая Фриду Кало и Диего Риверу художница Рина Ласо утверждала, что голос на записи не принадлежит Фриде Кало, поскольку её голос был чуть более эмоциональным.

## Характер
Несмотря на полную боли и страданий жизнь, Фрида Кало имела живую и раскрепощённую экстраверсивную натуру, и её ежедневная речь была усеяна сквернословиями. Будучи сорванцом в юности, она не лишилась своего пыла в поздние годы. Кало много курила, в избытке употребляла спиртные напитки (особенно текилу), была открытой бисексуалкой, пела непристойные песни и рассказывала гостям своих диких вечеринок столь же неприличные шутки.

## Творчество

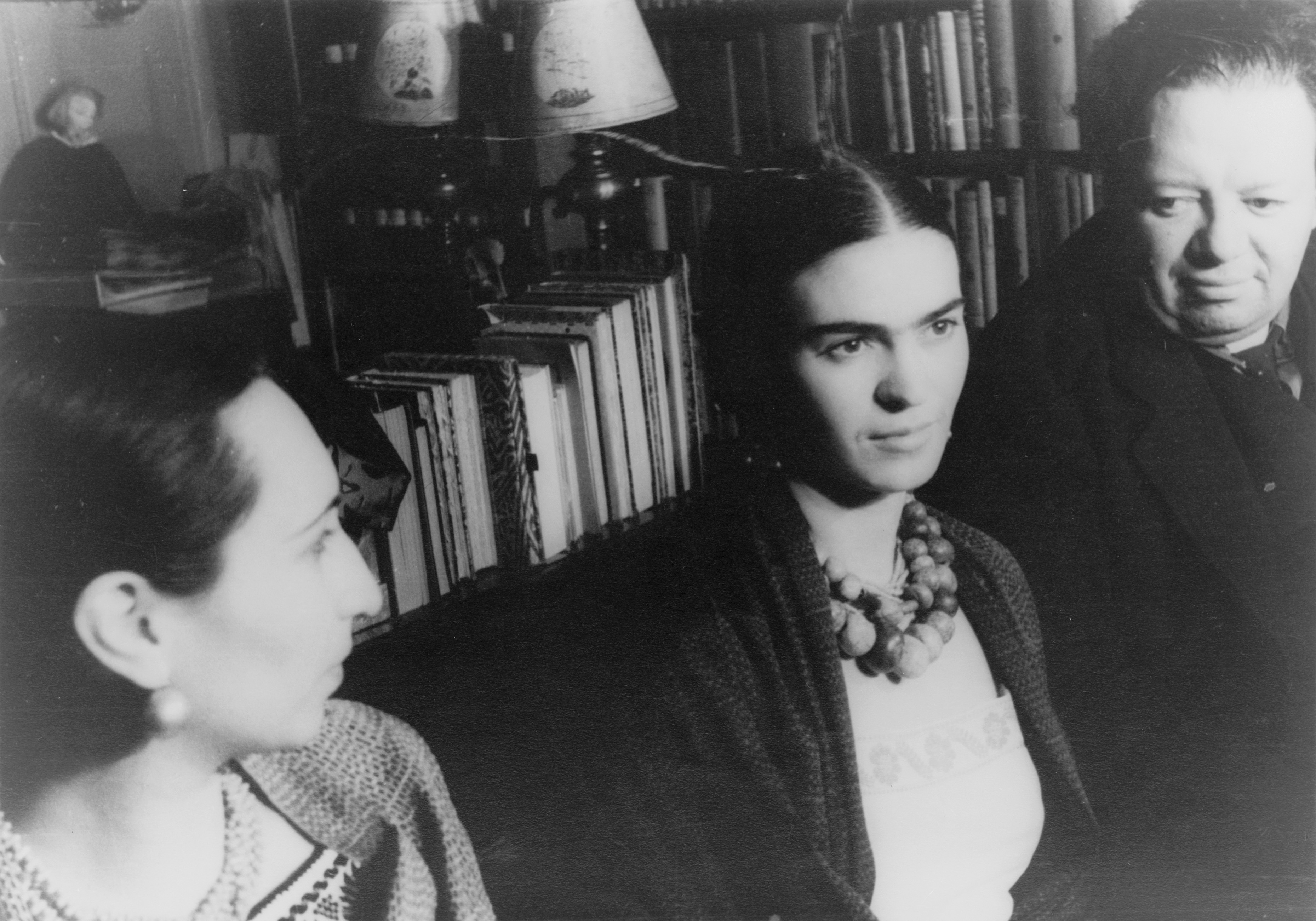
Фрида Кало (в центре) и Диего Ривера, фотография Карла Ван Вехтена, 1932 год

Автопортрет Фриды Кало с терновым венцом и колибри

В работах Фриды Кало заметно очень сильное влияние народного мексиканского искусства, культуры доколумбовых цивилизаций Америки. Её творчество насыщено символами и фетишами. Однако в нём заметно и влияние европейской живописи — в ранних работах отчётливо проявилась увлечённость Фриды, например, Боттичелли. В творчестве присутствует стилистика наивного искусства. Большое влияние на стиль живописи Фриды Кало оказал её муж, художник Диего Ривера.
Специалисты полагают, что 1940-е — это эпоха расцвета художницы, время её самых интересных и зрелых работ.
Жанр автопортрета преобладает в творчестве Фриды Кало. В этих работах художница метафорически отражала события своей жизни («Госпиталь Генри Форда», 1932, частное собрание, Мехико; «Автопортрет с посвящением Льву Троцкому», 1937, Национальный музей «Женщины в искусстве», Вашингтон; «Две Фриды», 1939, Музей современного искусства в Мехико; «Марксизм исцеляет больную», 1954, Дом-музей Фриды Кало, Мехико).

### Выставки
В 2003 выставка работ Фриды Кало и её фотографий прошла в Москве.
Картина «Корни» выставлялась в 2005 году в лондонской галерее «Tate», а персональная выставка Кало в этом музее стала одной из самых удачных в истории галереи — её посетили около 370 тысяч человек.
Выставка в Москве (ГВЦ Манеж) 2019

### Стоимость картин
В начале 2006 года автопортрет Фриды «Корни» («Raices») оценён экспертами Sotheby’s в 7 миллионов долларов (первоначальная оценка на аукционе — 4 млн фунтов стерлингов). Картина была написана художницей маслом по листу металла в 1943 году (после повторного брака с Диего Риверой). В том же году эта картина была продана за 5,6 миллионов долларов США, что стало рекордом среди латиноамериканских работ.
Рекордом стоимости картин Кало остаётся ещё один автопортрет 1929 года, проданный в 2000 году за 4,9 млн долларов (при первоначальной оценке — 3—3,8 млн.).

## Дом-музей
Дом в Койоакане был построен за три года до рождения Фриды — в 1904 году на маленьком клочке земли. Толстые стены наружного фасада, плоская крыша, один жилой этаж, планировка, при которой комнаты всегда оставались прохладными и все открывались во внутренний двор, — почти образец дома в колониальном стиле. Он стоял всего лишь в нескольких кварталах от центральной городской площади. Снаружи дом на углу улицы Лондрэс и улицы Альендэ выглядел точно так же, как и другие в Койоакане, старом жилом районе на юго-западе пригорода Мехико. В течение 30 лет облик дома не менялся. Но Диего и Фрида сделали его таким, каким знаем его мы: дом в преобладающем синем цвете с нарядными высокими окнами, украшенный в традиционном индейском стиле, дом полный страсти.
Вход в дом охраняют два гигантских скульптурных изображения Иуды, их фигуры из папье-маше двадцати футов высотой делают жесты, будто приглашая друг друга к разговору.
Внутри палитры и кисти Фриды лежат на рабочем столе так, будто она только что их там оставила. У кровати Диего Риверы лежит шляпа, его рабочий халат и стоят огромные ботинки. В большой угловой спальне расположена стеклянная витрина. Над нею написано: «Здесь 7 июля 1910 года родилась Фрида Кало». Надпись появилась через четыре года после смерти художницы, когда её дом стал музеем. Эта надпись неточна. Как показывает свидетельство о рождении Фриды, родилась она 6 июля 1907 года. Но она решила, что родилась не в 1907 году, а 1910, в год начала Мексиканской революции. Поскольку в годы революционного десятилетия она была ребёнком и жила среди хаоса и залитых кровью улиц Мехико, то решила, что родилась вместе с этой революцией.
Ярко-голубые и красные стены дворика украшает ещё одна надпись: «Фрида и Диего жили в этом доме с 1929 по 1954 год». Она отражает сентиментальное, идеальное отношение к браку, что снова расходится с реальностью. До поездки Диего и Фриды в США, где они провели 4 года (до 1934 года), в этом доме они жили ничтожно мало. В 1934—1939 они жили в двух домах, построенных специально для них в жилом районе Сан-Анхэле. Затем последовали долгие периоды, когда, предпочитая жить независимо в студии в Сан-Анхэле, Диего вовсе не жил вместе с Фридой, не говоря уже о том годе, когда оба Ривера разъезжались, разводились и снова сочетались браком. Обе надписи приукрасили действительность. Как и сам музей, они — часть легенды о Фриде.

## Коммерциализация имени
В начале XXI века венесуэльским предпринимателем Карлосом Дорадо был создан фонд Frida Kahlo Corporation, которому родственники великой художницы предоставили право на коммерческое использование имени Фриды. В течение нескольких лет появилась линия косметики, марка текилы, спортивная обувь, ювелирные изделия, керамика, корсеты и нижнее бельё, а также пиво с именем Фриды Кало.

## В искусстве
Яркая и неординарная личность Фриды Кало нашла своё отражение в произведениях литературы и кинематографа.
- В 1971 году вышел короткометражный фильм «Фрида Кало»[37], в 1982 году — документальный[38], в 2000 году — документальный фильм из серии «Великие художницы»[39], в 1976 году — «Жизнь и смерть Фриды Кало»[40], в 2005 году — документальный «Жизнь и времена Фриды Кало»[41].
- В 1985 году в Мексике был снят фильм «Фрида, живая натура» / «Frida, naturaleza viva», посвящённый художнице. Роль Фриды Кало сыграла Офелия Медина[исп.].
- В 2002 году был снят фильм «Фрида», посвящённый художнице. Роль Фриды Кало сыграла Сальма Хайек[42].
- В 2005 году был снят неигровой арт-фильм «Фрида на фоне Фриды»[43].
- В 2017 году был снят телесериал «Троцкий». Роль Фриды Кало сыграла Виктория Полторак.
- С 2018 года в Театре Вахтангова идет спектакль «Фрида. Жизнь в цвете»[44] по одноимённой пьесе Ники Симоновой.

## Память
В 1994 году американский джаз-флейтист и композитор Джеймс Ньютон выпустил альбом, вдохновлённый Кало, под названием Suite for Frida Kahlo, на AudioQuest Music.
21 марта 2001 года Фрида стала первой мексиканской женщиной, изображённой на марке США.
В честь Фриды Кало 26 сентября 2007 года назван астероид (27792) Фридакало, открытый 20 февраля 1993 года Эриком Эльстом.
6 июля 2010 года, в годовщину со дня рождения Фриды, в её честь был выпущен дудл.
30 августа 2010 года Банк Мексики выпустил новую банкноту в 500 песо, на обороте которой была изображена Фрида и её картина 1949 года, Love’s Embrace of the Universe, Earth, (Mexico), I, Diego, and Mr. Xólotl, а на лицевой стороне которой был изображён её муж Диего.